# 城市追擊
《城市追擊》（英語：Focus On Focus），簡稱《城追》，是香港電視廣播有限公司製作的資訊節目，1994年10月10日開播，1999年4月9日播出最後一集，梁偉雄擔任監製，停播後被同類型節目《天地最前線》取代。加拿大新時代電視亦曾與翡翠台同步播放此節目。
有此節目誕生，源於亞洲電視本港台於當時播放同類節目《今日睇真D》搶去大量觀眾，無線為求反擊而製作此同類節目，派出黃霑、鄭裕玲等人主持，以探討新聞時事及娛樂消息為主，亦有名人訪問，並邀請著名人士擔任嘉賓主持。此外还曾有转播日本电视节目《電波少年系列》。

## 歷任主持人
| - 黃 霑 - 安德尊 - 廖啟智 - 洪朝豐 - 黃桂林 - 李鑾輝 - 鄧梓峰 - 黃毓民（嘉賓主持） - 黃澤鋒 - 敖嘉年 - 梁思浩 - 祝文君 - 林敬剛 - 蘇敏聰（唯一一位由《今日睇真D》跳槽到《城市追擊》的記者） - 鄭裕玲 - 陳家碧 - 林映輝 - 劉文娟 - 區海倫 - 劉倩怡 - 黎芷珊 - 何遠恆 - 文嘉永 - 陳珮珊 - 林文森 - 陳伶俐 |

## 曾報導過的重大事件
- 麻原彰晃被捕（1995年5月19日）
- 鄧麗君逝世（1995年5月8日）
- 韓國三豐百貨店倒塌事故（1995年6月29日），主持廖啟智於翌日早上親赴災場報導災情，並曾協助救援[5]
- 漁灣邨火災直播聲討大會（1995年7月14日），由廖啟智及黃毓民主持
- 中巴中秋節嚴重脫班事件（1995年9月9日）
- 八仙嶺山火（1996年2月10日）
- 李麗珊於奧運滑浪風帆奪金（1996年7月）
- 嘉利大廈五級火（1996年11月20日）[6]
- 鄧家爭產事件（1996年12月）
- 尖沙咀卡拉OK縱火案（1997年1月17日）
- 美孚新邨三級火（1997年4月8日）
- 香港主權移交（1997年7月1日）
- 香港國際機場啟用（1998年7月）
- 中巴結束專營權（1998年8月31日）
- 陳健康事件（1998年10月）
- 鄧麗君最後的秘密生活[7]和鄧家爭產事件2（1998年9月）

## 軼事
2021-22年期間，兩位主持廖啟智及祝文君在相隔不足一年內先後離世，令人惋惜。